# Kurd
Kurd is een plaats (község) en gemeente in het Hongaarse comitaat Tolna. Kurd telt 1344 inwoners (2001).